# Eleccions legislatives belgues de 1949

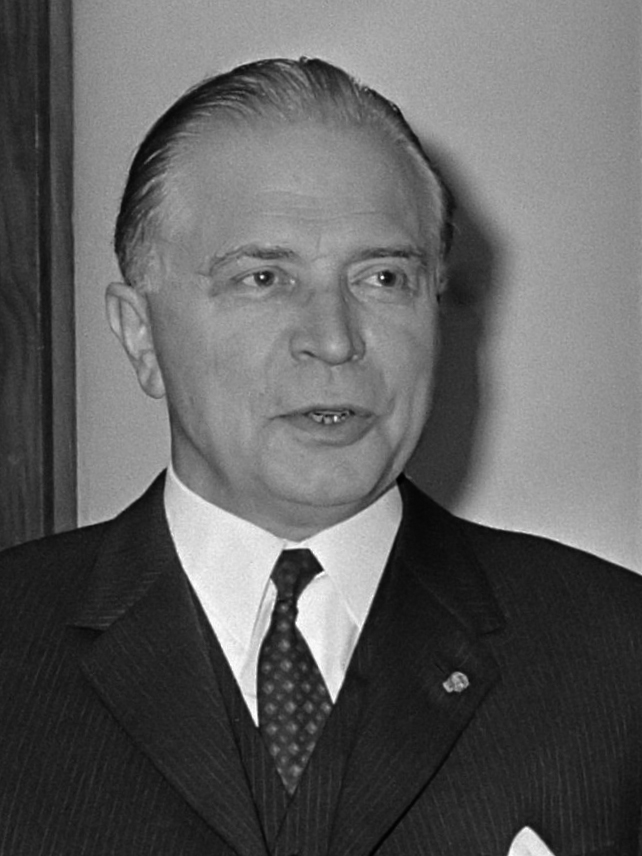
Fotografia de Gaston Eyskens.

Les Eleccions legislatives belgues de 1949 es van celebrar el 26 de juny de 1949 per a renovar els 212 membres de la Cambra de Representants Els socialcristians foren el partit més votat i es formà govern presidit per Gaston Eyskens. La qüestió monàrquica va provocar la dimissió del govern al cap d'un any i la convocatòria d'eleccions.

## Resultats a la Cambra de Representants
|                | CVP/Partit Social Cristià              | 2.190.898 |  | 43,55   |  | 105 | +13 |
|                | Parti Socialiste-Socislistische Partij | 1.496.539 |  | 29,75   |  | 66  | -3  |
|                | Liberale Partij-Parti Libéral          | 767.180   |  | 15,25   |  | 29  | +12 |
|                | Partit Comunista de Bèlgica            | 376.765   |  | 7,49    |  | 12  | -11 |
|                | Vlaamse Concentratie                   | 103.896   |  | 2,07    |  |     |     |
|                | Altres                                 | 95.608    |  | 1,9     |  |     |     |
| Total          | Total                                  |           |  | 100,00% |  | 212 |     |
| Font: Cevipol. |                                        |           |  |         |  |     |     |